# Division 1A 2021/22
Die Division 1A 2021/22 war die 119. Spielzeit der höchsten belgischen Spielklasse im Männerfußball.

## Saisonablauf
Gemäß dem am 8. Juni 2021 veröffentlichten Spielplan begann die Division 1A 2021/22 am Freitag, den 23. Juli 2021. Die Hinrunde endete am Wochenende des 4./5. Dezembers 2021.
Bereits am folgenden Wochenende (11./12. Dezember 2021) begann die Rückrunde. Nach den Spielen am Wochenende nach Weihnachten (21. Spieltag am 26./27. Dezember 2021) fand der nächste Spieltag am Wochenende des 15./16. Januar 2022 statt. In der Zwischenzeit ruhte der Spielbetrieb im Rahmen der Winterpause. Der letzte Spieltag der Hauptrunde fand am Wochenende des 9./10. April 2022 statt. Die Play-off-Spiele begannen am Wochenende des 23./24. April 2022. Die Saison 2021/22 endete mit dem letzten Spieltag der Play-off-Runde am Wochenende des 21./22. Mai 2022.
Bereits nach dem 31. Spieltag der Hauptrunde stand K Beerschot VA mit zehn Punkten Rückstand auf den Relegationsplatz bei nur noch neun zu vergebenen Punkten als direkter Absteiger fest.

## Teilnehmer
Für die Spielzeit 2021/22 haben sich folgende Vereine sportlich qualifiziert:
- die restlichen Mannschaften der Division 1A 2020/21:
  -  FC Brügge
  -  KAA Gent
  -  Sporting Charleroi
  -  Royal Antwerpen
  -  Standard Lüttich
  -  KV Mechelen
  -  KRC Genk
  -  RSC Anderlecht
  -  SV Zulte Waregem
  -  KV Kortrijk
  -  VV St. Truiden
  -  KAS Eupen
  -  Cercle Brügge
  - KV Ostende
  -  K Beerschot VA
  -  Oud-Heverlee Löwen

- Der Sieger des Relegationsspieles gegen den Siebzehnten der Division 1A
  -  RFC Seraing

- der Meister der Division 1B 2020/21:
  -  Royale Union Saint-Gilloise

## Saisonbesonderheiten
Am 17. Spieltag (5. Dezember 2021) kam es beim Spiel Sporting Charleroi – Standard Lüttich zu wiederholten Zuschauerausschreitungen mit zwei Spielunterbrechungen. Nachdem beim Spielstand von 0:3 Standard-Fans in der 87. Minute Rauchbomben warfen, brach der Schiedsrichter das Spiel ab. Zudem kam es am Nachmittag des gleichen Tages beim Lokalderby K Beerschot VA – Royal Antwerpen zu Ausschreitungen von Beerschot-Fans, die zweimal den Platz stürmten, wobei einmal ein Feuerwerkskörper in einen Block mit Antwerpener Anhängern geworfen wurde.
Als Reaktion schloss Pro League am folgenden Tag bis zum Ende des Kalenderjahres von allen Spielen der Division 1A, Division 1B und des belgischen Fußballpokales die Fans des jeweiligen Gastvereins aus. Mit dieser Maßnahme sollte eine Bedenkzeit für die Fans errichtet werden. Zugleich steuere man damit auch der Verbreitung des Corona-Virus gegen.

## Hauptrunde

### Tabelle
| Pl.                                         | Verein                          | Sp. | S  | U  | N  | Tore    | Diff. | Punkte |
| ------------------------------------------- | ------------------------------- | --- | -- | -- | -- | ------- | ----- | ------ |
| 1.                                          | Royale Union Saint-Gilloise (N) | 34  | 24 | 5  | 5  | 078:270 | +51   | 77     |
| 2.                                          | FC Brügge (M)                   | 34  | 21 | 9  | 4  | 072:370 | +35   | 72     |
| 3.                                          | RSC Anderlecht                  | 34  | 18 | 10 | 6  | 072:360 | +36   | 64     |
| 4.                                          | Royal Antwerpen                 | 34  | 19 | 6  | 9  | 055:380 | +17   | 63     |
| 5.                                          | KAA Gent                        | 34  | 18 | 8  | 8  | 056:300 | +26   | 62     |
| 6.                                          | Sporting Charleroi              | 34  | 15 | 9  | 10 | 055:460 | +9    | 54     |
| 7.                                          | KV Mechelen                     | 34  | 15 | 7  | 12 | 057:610 | −4    | 52     |
| 8.                                          | KRC Genk (P)                    | 34  | 15 | 6  | 13 | 066:470 | +19   | 51     |
| 9.                                          | VV St. Truiden                  | 34  | 15 | 6  | 13 | 042:400 | +2    | 51     |
| 10.                                         | Cercle Brügge                   | 34  | 12 | 9  | 13 | 049:460 | +3    | 45     |
| 11.                                         | Oud-Heverlee Löwen              | 34  | 10 | 11 | 13 | 047:580 | −11   | 41     |
| 12.                                         | KV Ostende                      | 34  | 10 | 7  | 17 | 034:610 | −27   | 37     |
| 13.                                         | KV Kortrijk                     | 34  | 9  | 10 | 15 | 043:480 | −5    | 37     |
| 14.                                         | Standard Lüttich                | 34  | 9  | 9  | 16 | 032:510 | −19   | 36     |
| 15.                                         | KAS Eupen                       | 34  | 8  | 8  | 18 | 037:610 | −24   | 32     |
| 16.                                         | SV Zulte Waregem                | 34  | 8  | 8  | 18 | 042:690 | −27   | 32     |
| 17.                                         | RFC Seraing (N)                 | 34  | 8  | 4  | 22 | 030:680 | −38   | 28     |
| 18.                                         | K Beerschot VA                  | 34  | 4  | 4  | 26 | 033:760 | −43   | 16     |
| Stand: 10. April 2022 (Ende der Hauptrunde) |                                 |     |    |    |    |         |       |        |

Platzierungskriterien: 1. Punkte – 2. Siege – 3. Tordifferenz – 4. geschossene Tore

| (M) | amtierender belgischer Meister     |
| (P) | amtierender belgischer Pokalsieger |
| (N) | Aufsteiger der Division 1B 2020/21 |

### Kreuztabelle
Die Kreuztabelle stellt die Ergebnisse aller Spiele dieser Saison dar. Die Heimmannschaft ist in der linken Spalte, die Gastmannschaft in der oberen Zeile aufgelistet.
| 2021/22 Stand: Ende der Hauptrunde | BRÜ | AND | GNT   | KRC Genk |       | SV Zulte Waregem | Standard Lüttich | Sporting Charleroi | KV Kortrijk | Cercle Brügge | KV Mechelen | SER   | VV St. Truiden | Royale Union Saint-Gilloise | Royal Antwerpen | KAS Eupen | BEE   | Oud-Heverlee Löwen |
| ---------------------------------- | --- | --- | ----- | -------- | ----- | ---------------- | ---------------- | ------------------ | ----------- | ------------- | ----------- | ----- | -------------- | --------------------------- | --------------- | --------- | ----- | ------------------ |
| FC Brügge                          |     | 2:2 | 1:2   | 3:1      | 3:0   | 3:0              | 2:2              | 2:0                | 2:0         | 1:1           | 2:0         | 3:2   | 2:0            | 0:0                         | 4:1             | 2:2       | 3:2   | 1:1                |
| RSC Anderlecht                     | 1:1 |     | 1:1 c | 2:0      | 3:0   | 3:2              | 1:1              | 4:0                | 1:1         | 0:2           | 7:2         | 3:0   | 2:0            | 1:3                         | 2:1             | 4:1       | 4:2   | 2:2                |
| KAA Gent                           | 6:1 | 1:0 |       | 1:0      | 1:1   | 2:1              | 3:1              | 2:3                | 2:2         | 2:1           | 2:0         | 4:0 m | 2:1            | 0:2                         | 0:1             | 2:0       | 2:2   | 5:0                |
| KRC Genk                           | 2:3 | 1:0 | 0:3   |          | 3:4   | 2:0              | 2:0              | 4:2                | 2:0         | 1:1           | 4:1 k l     | 3:0   | 0:1            | 1:1                         | 1:1             | 5:0       | 4:1   | 4:0                |
| KV Ostende                         | 1:3 | 2:2 | 1:0   | 0:4      |       | 0:2              | 1:0              | 0:3                | 0:2         | 2:1           | 2:4         | 2:2   | 0:0            | 1:7                         | 1:2             | 2:1       | 3:1   | 1:3                |
| SV Zulte Waregem                   | 0:4 | 1:2 | 1:2   | 2:6      | 0:0 g |                  | 1:2              | 2:2                | 2:2         | 2:4           | 3:2         | 1:0   | 0:2            | 0:2                         | 2:1             | 3:0       | 2:0   | 1:1                |
| Standard Lüttich                   | 2:2 | 0:1 | 0:1   | 1:1      | 1:0   | 0:1              |                  | 0:3 d              | 1:1         | 1:1           | 1:2         | 0:1   | 1:2            | 1:3                         | 2:5             | 1:0       | 1:0 e | 2:2                |
| Sporting Charleroi                 | 0:1 | 1:3 | 0:0   | 2:0      | 1:0   | 3:0              | 0:0              |                    | 1:1         | 5:0           | 0:2         | 2:0   | 0:0            | 0:3                         | 1:1             | 3:0       | 5:2   | 0:3                |
| KV Kortrijk                        | 0:1 | 2:3 | 1:0   | 1:2      | 1:0   | 5:0              | 0:1              | 2:2                |             | 0:2           | 2:2         | 2:0   | 1:3            | 2:3                         | 0:2 f           | 1:1       | 1:1   | 2:1                |
| Cercle Brügge                      | 2:0 | 1:2 | 2:2   | 2:2      | 0:1   | 3:1              | 1:1              | 1:2                | 2:0         |               | 3:1         | 2:0   | 0:1            | 0:3                         | 0:1             | 1:2       | 2:0   | 1:1                |
| KV Mechelen                        | 2:1 | 0:1 | 4:3   | 1:1      | 3:0   | 2:2              | 3:1              | 2:2                | 3:2         | 2:2           |             | 2:0   | 0:1            | 3:1                         | 3:2             | 1:3       | 3:2   | 2:0                |
| RFC Seraing                        | 0:5 | 0:5 | 0:0   | 0:2      | 2:3   | 5:1              | 0:1              | 1:3                | 0:2         | 2:1           | 1:0         |       | 2:0            | 0:4 i                       | 0:1             | 0:0       | 2:1   | 1:1                |
| VV St. Truiden                     | 1:2 | 2:2 | 2:1   | 1:2      | 1:1   | 1:2              | 3:0              | 0:1                | 0:2         | 1:2           | 1:1         | 3:1   |                | 1:2                         | 2:1             | 2:0       | 3:2   | 2:0                |
| Royale Union Saint-Gilloise        | 0:1 | 1:0 | 0:0   | 2:1      | 1:1   | 2:1              | 4:0              | 4:0                | 2:0         | 3:2           | 2:0         | 4:2   | 0:1            |                             | 1:2             | 0:0       | 0:3   | 5:0 n              |
| Royal Antwerpen                    | 1:1 | 2:0 | 1:0   | 4:2 b    | 3:0   | 1:0              | 2:3              | 3:0                | 0:1         | 1:1           | 1:2         | 2:1   | 1:1            | 0:2                         |                 | 4:2       | 2:1   | 2:2                |
| KAS Eupen                          | 1:3 | 1:1 | 0:1   | 3:2      | 0:2   | 1:1              | 0:2              | 0:4                | 2:2         | 0:2           | 1:1         | 1:2   | 2:1            | 2:3                         | 0:1             |           | 1:0   | 3:1                |
| K Beerschot VA                     | 1:3 | 0:7 | 0:2   | 2:0      | 0:2   | 3:3              | 0:1              | 2:3                | 2:1         | 0:1 a         | 0:1         | 3:0   | 0:1            | 0:3                         | 0:1             | 0:3       |       | 3:1                |
| Oud-Heverlee Löwen                 | 1:4 | 0:0 | 0:1   | 2:1 k    | 1:0   | 1:1              | 2:1              | 1:1                | 2:1         | 3:2           | 5:0 h       | 1:3   | 4:1            | 1:4                         | 0:1             | 1:4       | 0:0   |                    |

## Play-offs
In beiden Play-offs werden die Punkte aus der Hauptrunde halbiert und als Bonus gutgeschrieben. Falls dabei sich ein halber Punkt ergab, wird dieser aufgerundet. Bei Punktgleichheit gilt eine solche Aufrundung als „Malus“, die zum schlechteren Tabellenplatz führt. Als nächstes Kriterium wird die Platzierung in der Hauptrunde herangezogen. Die Tordifferenz und die Anzahl der Siege haben in den Play-offs keine Auswirkung auf die Platzierung.

### Meisterschaftsrunde (Play-off 1)

#### Tabelle
| Pl.                 | Verein                            | Sp. | S | U | N | Tore    | Diff. | Punkte | Bonus | Gesamt |
| ------------------- | --------------------------------- | --- | - | - | - | ------- | ----- | ------ | ----- | ------ |
| 1.                  | FC Brügge (M)                     | 6   | 4 | 2 | 0 | 008:200 | +6    | 14     | 36    | 50     |
| 2.                  | Royale Union Saint-Gilloise (N) M | 6   | 2 | 1 | 3 | 005:500 | ±0    | 07     | 39    | 46     |
| 3.                  | RSC Anderlecht                    | 6   | 2 | 2 | 2 | 008:700 | +1    | 08     | 32    | 40     |
| 4.                  | Royal Antwerpen M                 | 6   | 1 | 1 | 4 | 003:100 | −7    | 04     | 32    | 36     |
| Stand: 22. Mai 2022 |                                   |     |   |   |   |         |       |        |       |        |

Kriterien zur Sortierung der Tabelle: 1. Punkte – 2. Kein Malus „M“ – 3. Tabellenplatz der Hauptrunde

#### Kreuztabelle
| Stand: 22. Mai 2022         | Royale Union Saint-Gilloise | BRÜ | AND | Royal Antwerpen |
| --------------------------- | --------------------------- | --- | --- | --------------- |
| Royale Union Saint-Gilloise |                             | 0:2 | 3:1 | 0:1             |
| FC Brügge                   | 1:0                         |     | 1:1 | 1:0             |
| RSC Anderlecht              | 0:2                         | 0:0 |     | 2:1             |
| Royal Antwerpen             | 0:0                         | 1:3 | 0:4 |                 |

### Europa Play-offs (Play-off 2)

#### Tabelle
| Pl.                 | Verein             | Sp. | S | U | N | Tore    | Diff. | Punkte | Bonus | Gesamt |
| ------------------- | ------------------ | --- | - | - | - | ------- | ----- | ------ | ----- | ------ |
| 1.                  | KAA Gent           | 6   | 4 | 0 | 2 | 010:500 | +5    | 12     | 31    | 43     |
| 2.                  | KRC Genk M         | 6   | 3 | 2 | 1 | 010:900 | +1    | 11     | 26    | 37     |
| 3.                  | Sporting Charleroi | 6   | 2 | 1 | 3 | 010:120 | −2    | 07     | 27    | 34     |
| 4.                  | KV Mechelen        | 6   | 1 | 1 | 4 | 006:100 | −4    | 04     | 26    | 30     |
| Stand: 21. Mai 2022 |                    |     |   |   |   |         |       |        |       |        |

Kriterien zur Sortierung der Tabelle: 1. Punkte 2. Kein Malus „M“ – 3. Tabellenplatz der Hauptrunde
Nachdem der KAA Gent das Pokalfinale am 18. April 2022 gewonnen hatte und damit für die Play off zur Europa League qualifiziert war, entfiel das Entscheidungsspiel zum Startplatz in der 2. Qualifikationsrunde zur Conference League. Royal Antwerpen als Vierter der Meister-Play-off war direkt für diese Qualifikationsrunde qualifiziert.

#### Kreuztabelle
| Stand: 21. Mai 2022 | GNT | Sporting Charleroi | KV Mechelen | KRC Genk |
| ------------------- | --- | ------------------ | ----------- | -------- |
| KAA Gent            |     | 1:2                | 1:0         | 0:1      |
| Sporting Charleroi  | 1:3 |                    | 3:2         | 2:2      |
| KV Mechelen         | 1:2 | 1:0                |             | 0:0      |
| KRC Genk            | 0:2 | 3:2                | 4:2         |          |

## Relegation
Zwischen dem 17. der Division 1A (RFC Seraing) und dem 2. der Division 1B (RWD Molenbeek) finden zwei Relegationsspiele um den letzten freien Platz in der Division 1A 2022/23 statt, wobei die Mannschaft aus der Division 1A im zweiten Spiel Heimrecht hat.
Wie im Europapokal zählen Auswärtstore ab dieser Saison nicht doppelt. Bei einem Remis nach Addition beider Spielergebnisse würde das 2. Spiel verlängert und ggf. im Elfmeterschießen entschieden.
| Datum                                             |               | Gesamt |             | Hinspiel | Rückspiel |
| ------------------------------------------------- | ------------- | ------ | ----------- | -------- | --------- |
| 23. April 2022 18:30 Uhr 30. April 2022 20:45 Uhr | RWD Molenbeek | 0:1    | RFC Seraing | 0:1      | 0:0       |

## Modus
Durch Beschluss der Generalversammlung der Vereine vom 15. Mai 2020 wurde der Modus für die Division 1A zunächst nur für die Saison 2020/21 verändert. Da nach dem Beschluss einer weiteren Generalversammlung am 31. Juli 2020 die Division 1A auf 18 Vereine aufgestockt wurde und erst nach der Saison 2021/22 sie durch Abstieg von drei Mannschaften wieder auf 16 Vereine verkleinert wird, wurde der besondere Modus auch für die Saison 2021/22 übernommen. Abweichend zur Saison 2020/21 sollten allerdings die Mannschaften auf den Plätzen 16 bis 18 ab, und Relegationsspiele sollten nicht stattfinden. Nur der Sieger der Aufstiegsspiele aus der Division 1B sollte aufsteigen.
Die 18 Vereine spielen unverändert zunächst in einer Doppelrunde die reguläre Saison aus. Die Abschlusstabelle dient als Grundlage für die Qualifikation zu verschiedenen Platzierungsrunden.
Die vier bestplatzierten Vereine nach Abschluss von 34 Spieltagen erreichen die Meisterschaftsrunde (Play-off 1). Die Vereine, die nach Abschluss der Hauptrunde auf den Plätzen 5 bis 8 stehen, spielen ebenfalls eine Play-off-Runde (Play-off 2 oder Europa Play-off).
Der Sieger dieser Play-off-Runde spielt gegen den Vierten der Meisterschaftsrunde um den schlechtesten Qualifikationsplatz zur Europa Conference League. Dies gilt nicht, wenn der Pokalsieger in der Meisterschaftsrunde spielt. Wenn dieser durch den Pokalsieg bereits für die Europa League qualifiziert ist, sind dann alle vier Mannschaften der Meisterschaftsrunde für einen europäischen Wettbewerb qualifiziert, so dass dann der Sieger der Play-off-Runde direkt für die Conference League qualifiziert ist.
Die Punkte aus der 1. Runde wurden bei beiden Play-offs, wenn nötig, aufgerundet, jedoch bei Punktgleichheit am Ende um einen Punkt reduziert, so dass die weiteren Begegnungen je nach Tabellensituation teilweise nur geringfügige Änderungen hervorrufen können.
Nachdem die Anträge mehrerer Vereine, die Reduzierung auf 16 Mannschaften um eine Saison zu verschieben, in der Generalversammlung vom 16. März 2021 noch keine Mehrheit gefunden hatten, wurde diesen Anträgen nach weiteren Beratungen am 25. Mai 2021 und am 2. Juni 2021 in der Generalversammlung vom 14. Juni 2021 zugestimmt.
Entsprechend steigt die letzte Mannschaft direkt ab und der Gewinner der Aufstiegsspiele der Division 1B spielt dafür in der kommenden Saison erstklassig. Der Vorletzte bestreitet die Relegation gegen den Verlierer der Aufstiegsspiele um den letzten freien Platz.
Im Gegensatz zu anderen Ligen, wie beispielsweise der Fußball-Bundesliga, sind die Spielpläne für die Hin- und Rückrunde nicht identisch (mit gedrehtem Heimrecht). Vielmehr wird für die Rückrunde ein völlig anderer Spielplan erstellt.
Ebenso gibt es eine Besonderheit bei der Berechnungsgrundlage der Tabellenplatzierung bei Punktgleichheit. Ähnlich wie in einigen anderen europäischen Ligen zählt in der Hauptrunde zuerst der direkte Vergleich der Siege und erst dann das Torverhältnisses. In den Play-off-Runden wird ggf. der aufgerundete halbe Punkt als „Nachteil“ gewertet. Danach entscheidet unter punktgleichen Vereinen die höhere Platzierung in der Hauptrunde.
Falls bei einer Mannschaft mehr als sieben Stammspieler durch eine Erkrankung an COVID-19 oder Quarantäne nicht spielen können, wird auf entsprechenden Antrag der Mannschaft ihr Spiel verlegt. Am 18. Januar 2022 ergänzte Pro League aufgrund der Ausbreitung der Omikron-Variante diese Regeln. Als Stammspieler werden weiterhin die Spieler gesehen, die in den bisherigen Spielen der Saison 30 % der möglichen Spielminuten tatsächlich gespielt haben. Die zusätzliche Bedingung, dass diese Spieler auf der Spielerliste A stehen müssen, wurde gestrichen. Zugleich kann ein Spiel verlegt werden, wenn zwei Torhüter aufgrund Erkrankung oder Quarantäne nicht spielen können, sofern einer dieser Torhüter die meisten Spielminuten der Torhüter des betreffenden Vereins in dieser Saison hat oder im letzten Spiel im Tor stand. Falls einzelne Spiele durch Anordnungen der örtlichen Behörden wegen der COVID-19-Pandemie untersagt werden, obliegt es dem Heimverein, einen anderen Austragungsort am geplanten Spieltag zu finden. Anderenfalls wird das Spiel 0:3 gegen ihn gewertet.

## Besonderheiten zu einzelnen Spielen
Standard Lüttich – K Beerschot VA
Aufgrund einer Streikankündigung der Polizei wurde das Spiel am 15. Dezember 2021 nachmittags (=geplanter Austragungstag) aus Sicherheitsgründen durch den Bürgermeister von Lüttich untersagt. Beerschot beantragte darauf nach Artikel 7.35 und P des Bundesreglements, das Spiel als 3:0-Sieg für Beerschot am „grünen Tisch“ zu werten. Sowohl die Disziplinarkommission des Fußballverbandes als auch das belgische Schiedsgericht für den Sport entschieden, dass diese Regelung hier nicht anwendbar sei. Darauf wurde das Spiel für den 2. März 2022 neu angesetzt.
Oud-Heverlee Löwen – KV Mechelen
Der KV Mechelen weigerte sich zu dem am 15. Januar 2022 geplanten Spiel anzutreten, da zahlreiche Spieler, darunter zwei Torhüter an COVID-19 erkrankt waren. Das Spiel war nicht verlegt wurden, da dies aber nicht sieben Stammspieler betraf. Da nach den drei Tage nach dem Spiel geänderten Regeln das Spiel zu verlegen gewesen wäre, entschied die Disziplinarkommission des Fußballverbandes am 7. Februar 2022, dass das Spiel neu anzusetzen sei. Dagegen legte Oud-Heverlee Löwen Beschwerde beim belgischen Schiedsgericht für den Sport ein. Dieses hob die Entscheidung am 8. März 2022 auf. Das Spiel war daher 0:5 für Mechelen als verloren zu werten.

## Auswirkung der COVID-19-Pandemie

### Zuschauer
Seit dem 27. Juni 2021 erlaubt die belgische Regierung bei Profi-Sportveranstaltungen im Freien, dass ein Drittel der Kapazität der Stadien nur für die Fans der Heimmannschaft genutzt werden darf. Dabei dürfen maximal acht Personen, die die Eintrittskarten zusammengekauft haben müssen, ohne Abstand zusammenstehen oder sitzen. Im Stadion sind mit Ausnahme am Sitzplatz Masken zu tragen. Weitere Regelungen ab August 2021 sollen geprüft werden.
Ab dem 13. August 2021 wurde erlaubt, Blöcke vollständig zu besetzen, wenn alle Zuschauer ein COVID-SAFE-Ticket besitzen. Dieses bestätigt, dass der Inhaber geimpft, genesen oder getestet (PCR-Test, nicht älter als 48 Stunden, oder Antigen-Schnelltest, nicht älter als 24 Stunden) ist. Bis Ende August 2021 konnten die Spiele weiterhin nur von Fans der Heimmannschaft besucht werden.
Ab dem 23. August 2021 (de facto den Spielen ab 27. August 2021) müssen sich die Vereine für jedes Spiel für eine Regelung entscheiden: entweder für das gesamte Stadion nur Zuschauer mit COVID-SAFE-Ticket, dann darf das Stadion mit der Kapazität vor der COVID-19-Pandemie genutzt werden; oder im gesamten Stadion dürfen die Fans maximal nur in Achtergruppen zusammensitzen oder -stehen. Zuschauer, die noch nicht ausreichend geimpft sind, wurden dabei auf die Möglichkeit hingewiesen, dass jedem Belgier zwei PCR-Tests im Jahr kostenlos ohne Vorliegen von Symptomen zusteht.
Am 3. September 2021 wurde erlaubt, dass ab dem 10. September 2021 bei den Spielen, wo für den Zugang ein COVID-SAFE-Ticket vom Verein vorgeschrieben ist, auch wieder Fans der Gastmannschaft zuschauen dürfen. Diese durften ihre Eintrittskarten nur über einen anerkannten Fanklub mit organisierter gemeinsamer Anreise erwerben. Ausnahmen der gemeinsamen Anreise waren bei Lokalderbys möglich. Umgekehrt können bei einzelnen Spielen auch die Gästefans ausgeschlossen bleiben, wenn die Polizei ein erhöhtes Risiko von Zuschauerausschreitungen sieht.
Am 26. Oktober 2021 ordnete der Konzertierungsausschuss zwischen der Zentralregierung und der Regierungen der Regionen und Gemeinschaften aufgrund der wieder steigenden Fallzahlen an, dass ab dem 29. Oktober 2021 bei allen Veranstaltungen im Freien mit mehr als 400 Teilnehmern das COVID-SAFE-Ticket vorgeschrieben ist. Dies gilt auch für die Zuschauer bei Fußballspielen. Aufgrund der zwingenden Nutzung des COVID-SAFE-Ticket hob Pro League am 28. Oktober 2021 für nach dem 7. November 2021 stattfindende Spiele die Einschränkungen für Gästefans auf. Es gelten für diese damit wieder dieselben Regeln wie vor der COVID-19-Pandemie.
Nachdem ab 12. Dezember 2021 bereits die Fans des jeweiligen Gastvereins in der Folge von Zuschauerausschreitungen (siehe Abschnitt Saisonbesonderheiten) ausgeschlossen waren, untersagte wegen der Ausbreitung der Omikron-Variante der Konzertierungsausschuss am 22. Dezember 2021 die Anwesenheit jeglicher Zuschauer auch bei Profi-Sportwettkämpfen ab dem 26. Dezember 2021.
Am 26. Mai 2021 beschloss die Generalversammlung der Vereine, das am 6. Oktober 2020 eingeführte Rauchverbot in allen Stadien auch in der Saison 2021/22 fortbestehen zu lassen.
Von 332 Spielen (Stand: Saisonende) wurden 32 Spiele ohne Zuschauer und 85 mit einer verringerter erlaubten Kapazität der Stadien ausgetragen. 133 Spiele wurden ohne Einschränkung der Zuschauerzahl (teils unter zwingenden Nutzung des COVID-SAFE-Tickets) ausgetragen. Für 81 Spiele kann dazu keine eindeutige Aussage wegen der Wahlmöglichkeit zwischen verringerter Stadionkapizität oder Nutzung des COVID-SAFE-Tickets getroffen werden. Gerechnet auf die 299 Spiele, bei denen zumindest teilweise Zuschauer anwesend sein durften, beträgt der Zuschauerschnitt 8.903. Dazu kommt ein Spiel, bei dem eine Mannschaft nicht antrat. Dieses Spiel wurde daher am „grünen Tisch“ entschieden.

### Interne Geldstrafen
Am 23. Dezember 2020 entschied der Verwaltungsrat von Pro League, künftig „interne“ Geldstrafen von Spielern, Trainern und Funktionären zu erheben, wenn diese gegen die besonderen „COVID-Regeln“ bei Fußballspielen verstoßen, weil sie sich beispielsweise bei einem Tor oder nach Spielende abklatschen. Die Strafen würden bei entsprechenden Beobachtungen des Schiedsrichters, des Vierten Offiziellen oder aufgrund Fernsehbildern verhängt und betragen 750 Euro für jeden Spieler oder Funktionär je Vorfall sowie 10.000 Euro für einen Verein pro Spiel, dessen Spieler oder Funktionär gegen diese besonderen Regeln verstößt. Die Beträge werden von Pro League an Télé-Accueil, einem Träger der Telefonseelsorge, weitergegeben.

## Torschützenliste
Der Torschützenkönig wird offiziell durch die Pro League, der Vereinigung der Vereine der Divisionen 1A und 1B, mit dem Goldenen Bullen (Le Taureau d'Or bzw. Gouden Stier) ausgezeichnet. Es werden nur die Spiele der Hauptrunde und der Play-off berücksichtigt, nicht aber der folgenden Finalspiele um die Europa-League-Qualifikation.
Bei Gleichstand der erzielten Tore entscheiden die Auswärtstore, die Heimtore, die Zahl der Spielminuten, die Zahl der Vorlagen und die Zahl der Tore ohne Elfmeter (in dieser Reihenfolge).
Stand: Endstand
| Pl. | Spieler              | Verein                      | Tore |
| --- | -------------------- | --------------------------- | ---- |
| 01. | Deniz Undav          | Royale Union Saint-Gilloise | 26   |
| 02. | Michael Frey         | Royal Antwerpen             | 24   |
| 03. | Tarik Tissoudali     | KAA Gent                    | 21   |
| 04. | Paul Onuachu         | KRC Genk                    | 21   |
| 05. | Jelle Vossen         | SV Zulte Waregem            | 17   |
| 06. | Joshua Zirkzee       | RSC Anderlecht              | 16   |
| 07. | Nikola Storm         | KV Mechelen                 | 15   |
| 08. | Dante Vanzeir        | Royale Union Saint-Gilloise | 14   |
| 09. | Charles De Ketelaere | FC Brügge                   | 14   |
| 10. | Shamar Nicholson     | Sporting Charleroi          | 13   |